# Abdou Harroui
Abderrahman „Abdou“ Harroui (* 13. Januar 1998 in Leiden) ist ein niederländischer Fußballspieler.

## Karriere im Vereinsfußball
Abdou Harroui, der marokkanische Wurzeln hat, hatte zunächst in seiner Geburtsstadt Leiden in der Provinz Südholland bei der LV Roodenburg und bei UVS gespielt, bevor er über die Alphense Boys aus Alphen aan den Rijn im Sommer 2014 zur U17 von Sparta Rotterdam kam. 
Im Jahre 2016 spielte der Mittelfeldspieler seine erste Partie für die Reservemannschaft in der dritthöchsten niederländischen Spielklasse und wurde am 24. Februar 2018 bei der 1:2-Niederlage bei AZ Alkmaar erstmals in der Profimannschaft in der Eredivisie eingesetzt. In der Folgezeit gehörte er häufig dem Profikader an, kam aber nicht zum Einsatz. Nachdem die Rotterdamer sich für die Auf- und Abstiegs-Play-offs qualifiziert hatten, kam Harroui am 13. Mai 2018 beim 2:2 im Rückspiel im Halbfinale gegen den FC Dordrecht zu einem weiteren Einsatz für die Profimannschaft und stieg nach Abschluss der Play-offs mit Sparta aus der Eredivisie ab. In der folgenden Zweitligaspielzeit 2018/19 kam Harroui in 35 von 38 Punktspielen zum Einsatz. In diesen Spielen schoss er vier Tore. In den Play-offs setzte sich Sparta Rotterdam im Halbfinale gegen TOP Oss durch – beim 2:0-Sieg im Hinspiel schoss Harroui beide Tore –, unterlag allerdings im Finale BV De Graafschap trotz eines 2:0-Hinspielsieges und verpasste somit den Wiederaufstieg.
Sein Vertrag lief bis 2021. Danach wechselte er zur US Sassuolo Calcio. 2023 schloss er sich Frosinone Calcio an. Nach dem Abstieg mit Frosinone wechselte er im Juli 2024 zu Hellas Verona.

## Karriere in niederländischen Auswahlmannschaften
Nach zwei Einsätzen für die niederländische U20-Nationalmannschaft gab Abdou Harroui am 24. März 2019 beim torlosen Unentschieden im spanischen San Pedro del Pinatar gegen die Vereinigten Staaten sein Debüt für die niederländische U21-Mannschaft.